# По здрач
„По здрач“ е български игрален филм (драма) от 1987 година на режисьора Петър Бахнев, по сценарий на Люто Божев. Оператор е Крум Крумов. Музиката във филма е композирана от Кирил Цибулка.

## Актьорски състав
- Явор Милушев – адвокат Стефан Лефтеров
- Албена Павлова – Росица Сахлийска
- Ясен Пеянков
- Васил Банов
- Николай Ишков
- Елена Димитрова
- Анриета Далова
- Петър Деспотов
- Стефан Мавродиев
- Васил Димитров - Галиев